# Sesso... che non tramonta
Sesso... che non tramonta (The Waning Sex) è un film muto del 1926 diretto da Robert Z. Leonard.

## Trama
Nina Duane, giovane avvocatessa penalista, è risentita per i metodi usati in tribunale dal suo avversario, il procuratore distrettuale Philip Barry che, invece, l'invita a cena. Nel gioco di schermaglie tra i due si inserisce anche Mary Booth, la giovane vedova di cui Nina sta difendendo la causa, che fa la civetta con Philip. Più tardi, nella sua casa estiva, Nina adotta, imitandoli, i modi maliziosi di Mary. Philip si dichiara e lei gli risponde che se riuscirà a vincere il caso sul quale sono in quel momento impegnati, potranno stabilire i termini del matrimonio. Nina vince il caso, ma Mary invita lo stesso Philip a cena. Curiosa, Nina si mette a spiarli per vedere come procede la faccenda. Così vede Mary che, dopo avere rovesciato del caffè sui pantaloni del procuratore, insiste con lui per potergli pulire la macchia sui calzoni. Philip cerca di scappare, ma la donna finge uno svenimento per non farlo andare via. Alla fine, Philip la chiude a chiave nella stanza e, dato che Nina ha nascosto i suoi pantaloni, fugge con addosso quelli del fratello di lei. Nina smaschera gli stratagemmi della giovane vedova e salva il fratello da una situazione compromettente. Philip la perdona e i due iniziano felici la loro storia d'amore.

## Produzione
Il film fu prodotto dalla Metro-Goldwyn-Mayer.
La sceneggiatura di Frederick Hugh Herbert e di Frederica Sagor Maas si basa sull'omonimo lavoro teatrale di Frederic e Fanny Hatton che aveva debuttato a Los Angeles il 5 novembre 1923.

## Distribuzione
Il copyright del film, richiesto dalla Metro-Goldwyn-Mayer Corp., fu registrato il 30 agosto 1926 con il numero LP23067.
Distribuito dalla Metro-Goldwyn-Mayer il film uscì nelle sale cinematografiche statunitensi il 5 settembre 1926; in Italia tra il 1927 e il 1928.
Copie complete della pellicola si trovano conservate negli Archives du Film du CNC di Bois d'Arcy e negli archivi del Museum of Modern Art di New York.

## Critica
(Cinemalia, gennaio 1927)